# (8345) Ulmerspatz
(8345) Ulmerspatz est un astéroïde de la ceinture principale.

## Description
(8345) Ulmerspatz est un astéroïde de la ceinture principale. Il fut découvert le 22 janvier 1987 à La Silla par Eric Walter Elst. Il présente une orbite caractérisée par un demi-grand axe de 2,34 UA, une excentricité de 0,23 et une inclinaison de 23,4° par rapport à l'écliptique.

## Compléments